# Felipa d'Hainaut

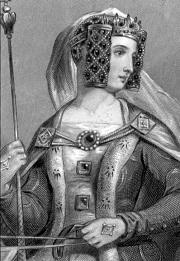
Retrat de Felipa d'Heinaut

Felipa d'Hainaut (vers 1314 - 15 d'agost de 1369) va ser la reina consort d'Eduard III d'Anglaterra.
Va néixer a Valenciennes (aleshores comtat d'Hainaut, França en l'actualitat) filla del comte d'Hainaut Guillem I i de Joana de Valois, la neta de Felip III de França.
Va casar-se amb Eduard el 24 de gener de 1328, onze anys abans de la seva ascensió al tron. A diferència de moltes antecessores entre les reines consorts angleses, no va generar incomoditats a la cort introduint costums estrangers.
Felipa va acompanyar Eduard en les seves expedicions a Escòcia (1333) i a Flandes (1338-40), on rebé reconeixement per la seva gentilesa i compassió. És recordada per la història com una dona benvolent, que va convèncer el seu marit que perdonés la vida als burgesos de Calais (1346) quan havien de ser executats de forma exemplar.
Va actuar com a regenta en diverses ocasions mentre el seu marit era al continent.
El 15 d'agost de 1369 Felipa va morir de malaltia al castell de Windsor, als 55 anys, i va ser enterrada a l'abadia de Westminster.

## Descendència
Felipa i Eduard van tenir 14 fills, dels quals cinc arribaren a l'edat adulta (Felipa va sobreviure a 9 dels 14 fills). La seva descendència jugaria un paper important en el desenvolupament de les futures guerres civils angleses que es coneixerien com la Guerra de les Dues Roses.
- Eduard, el príncep Negre (1330-76)
- Isabel d'Anglaterra (1332-1379)
- Joana d'Anglaterra (1334-1348)
- Lionel d'Anvers, 1r duc de Clarence (1338-68)
- Joan de Gant, 1r duc de Lancaster (1340-99)
- Edmund de Langley, 1r duc de York (1341-1402)
- Maria Plantagenet (1344-1362)
- Margarida Plantagenet (1346-1361)
- Tomàs de Woodstock, 1r duc de Gloucester (1355-97)

Tres fills i dues filles més van morir en la infància.